# Dud alb
Dudul alb (Morus alba - L.), în Ardeal numit și frăgar alb este o plantă medicinală din familia Moraceae (dud).

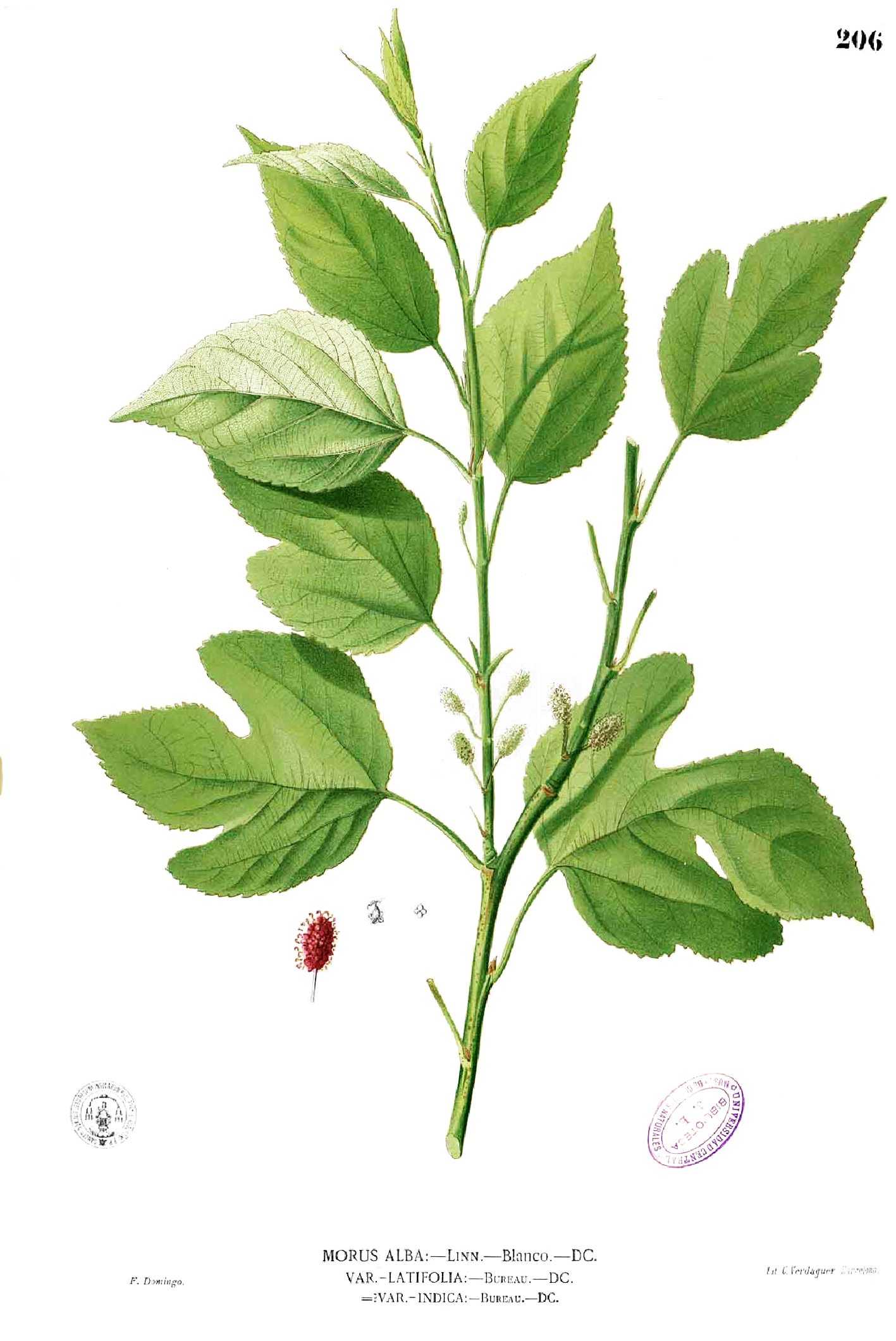
Morfologia

## Descriere
Dudul alb are o viață scurtă, crește rapid. Este un copac mic de dimensiuni medii, care crește până la 10–20 m.  Specia este nativă din nordul Chinei și este larg cultivată și naturalizată în altă parte. Dudul alb este cunoscut ca शहतूत în limba hindi, Tuta în sanscrită și Tuti în limba marathi.
Dudul alb are frunzele asimetric lobate, de culoare verde și coroana este globulară. Florile au culoarea albă, înflorește în luna mai - iunie. Fructele se coc în luna august și sunt zemoase și cărnoase, de culoare albă.

## Răspândire
În România, dudul alb este foarte răspândit la câmpie și la deal, dar este cultivat și de-a lungul drumurilor.

## Utilizare
Coaja rădăcinii, ca infuzie, se folosește la gastrită, enterite cronice, viermi intestinali, ulcer.Scoarța dudului alb, infuzie sau decoct, se folosește la scorbut, boli de ficat, tenie, icter, ca laxativ, la diabet, constipații. Frunzele, infuzie sau decoct, se folosesc la diaree.

## Galerie
| Flori | Fructe | Scoarță de copac | Secțiune în lemn |